# Aulus Verginius Tricostus Caelimontanus
Aulus Verginius Tricostus Caelimontanus entstammte dem Geschlecht der Verginier und soll in der frühen Römischen Republik 494 v. Chr. das Konsulat bekleidet haben.

## Name
Die Historiker Livius und Dionysios überliefern bloß das Pränomen und den Gentilnamen des Konsuls von 494 v. Chr. Nur das zweite Cognomen Caelimontanus nennen einige Chronisten. Mit drei Namen (Aulus Verginius Tricostus) bezeichnet ihn der Cicero-Kommentator Asconius.

## Leben
Verginius, dessen Vater angeblich das gleiche Pränomen Aulus führte, war der Überlieferung nach 494 v. Chr. Konsul gemeinsam mit Titus Veturius Geminus Cicurinus. Den von Livius und Dionysios genannten Details der Ereignisse ihres Konsulats dürften Geschichtskonstruktionen von Annalisten der späten römischen Republik zugrunde liegen. Nach diesen Erzählungen gerieten sich die Patrizier und die Plebejer in die Haare, als die Konsuln für ihre in Aussicht genommenen Kriege neue Soldaten ausheben wollten. Es folgten Debatten im Senat und schließlich wurde ein Diktator zur Lösung der Probleme bestellt. Die Feldzüge gegen die äußeren Feinde wurden unter den Konsuln so verteilt, dass Veturius gegen die Aequer, Verginius aber mit drei Legionen gegen die Volsker kämpfen sollte. Der von Verginius geführte Krieg wird als voller Erfolg geschildert. Er soll die Volsker in einer Schlacht besiegt, ihr Lager erstürmt, die Stadt Velitrae erobert und diese daraufhin in eine römische Kolonie umgewandelt haben. Außerdem wird dem Diktator Manius Valerius Maximus ein siegreicher Kampf gegen die Sabiner zugeschrieben.
Trotz der für die Römer so erfreulich verlaufenen Kriege wurden die Zusagen, die den Plebejern gemacht worden waren, nicht eingehalten. Entrüstet erklärte daraufhin der Diktator seinen Rücktritt. Die Konsuln versuchten eine drohenden Rebellion dadurch zu verhindern, dass sie eine Auflösung der Legionen hintertreiben wollten. Doch die Plebs zog auf den Mons Sacer (Heiligen Berg) und so kam es zu einer Spaltung der römischen Bürger. Noch während diese Situation andauerte, wurden angeblich die Konsuln für das nächste Jahr gewählt. Laut Dionysios war Verginius dann einer der zehn Senatoren, die als Gesandte zu Verhandlungen mit den ausgezogenen Plebejern gingen. Diese Nachricht passt zu seinem als gemäßigt geschilderten Gebaren gegenüber den Wünschen der Plebejer. Er wird als letzter in der Liste der Gesandten genannt, deren Namen den Konsularfasten jener Zeit entlehnt wurden. Allerdings gilt die Historizität dieser ersten Sezession nicht als gesichert.
Unsicher bleibt auch, ob der 487 v. Chr. als Militärtribun im Krieg gegen die Volsker gefallene Verginius mit dem hier behandelten Konsul von 494 v. Chr. oder mit jenem von 496 v. Chr., Titus Verginius Tricostus Caelimontanus, identisch ist.